# Frontenac (Minnesota)
Frontenac – jednostka osadnicza w Stanach Zjednoczonych, w stanie Minnesota, w hrabstwie Goodhue.